# Goz Beïda

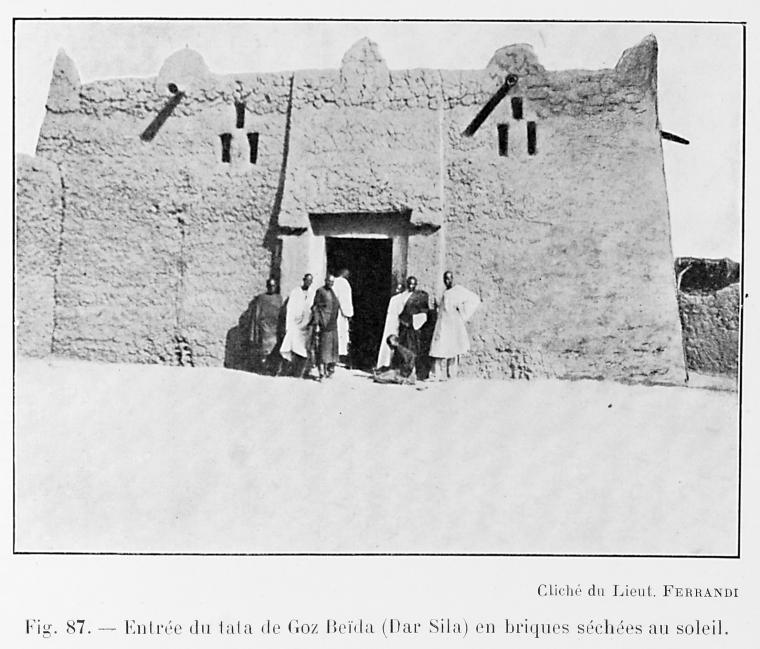
Wejście do zbudowanej w Goz Beïda twierdzy, wzniesionej z cegieł suszonych na słońcu (1918)

Goz Beïda – miasto we wschodnim Czadzie, ośrodek administracyjny regionu Sila oraz departamentu Kimiti. Leży w odległości ok. 70 km od wschodnich granic Czadu z sudańską prowincją Darfur Zachodni. Miasto bardzo ucierpiało podczas walk, związanych z wojną domową w Czadzie, jak również podczas najazdów oddziałów rebelianckich z Sudanu.
W okolicach miasta istnieje kilka obozów tymczasowego pobytu dla uchodźców z Darfuru, w których przebywa kilkanaście tysięcy osób.